# Tom Sheahan
Tom Sheahan (* 5. September 1968) ist ein irischer Politiker und war von 2007 bis 2011 Abgeordneter im Dáil Éireann.
Sheahan wurde 2007 für den Wahlbezirk Kerry South in den 30. Dáil Éireann gewählt. Er ist damit seit 18 Jahren der erste Fine Gael Politiker der für diesen Wahlbezirk gewählt wurde. Vor seiner Wahl zum Teachta Dála, war Sheahan bereits 2004 in das Kerry County Council gewählt worden. Seinen dortigen Sitz musste er mit der Wahl in den Dáil Éireann aufgeben und sein Parteikollege John Sheahan rückte auf den vakanten Sitz nach. Nachdem er 2011 nicht in den Dáil gewählt worden war, gelang es ihm aber über die Verwaltungsleiste in den Seanad Éireann gewählt zu werden. 2016 trat er nicht wieder an.
Tom Sheahan ist verheiratet und hat drei Kinder.